# Area produttiva ecologicamente attrezzata
Per 'area produttiva ecologicamente attrezzata (APEA) si intende nella legislazione italiana un'area industriale o produttiva dotata «delle infrastrutture e dei sistemi necessari a garantire la tutela della salute, della sicurezza e dell'ambiente.»
Le APEA sono quindi delle aree produttive di tipo industriale, artigianale, commerciale, direzionale, turistico, agricolo o miste caratterizzate da una concentrazione di aziende e che prevedono la gestione unitaria e integrata delle infrastrutture e di servizi centralizzati idonei a garantire gli obiettivi di sostenibilità dello sviluppo a livello locale e nel contempo ad aumentare il livello di competitività delle imprese insediate.
Le APEA sono state introdotte, a livello nazionale, dall'art. 26 del decreto legislativo n. 112 del 1998, noto come decreto Bassanini, il quale conferisce alle regioni il compito di emanare proprie leggi che disciplinino le APEA e disciplinino altresì «le forme di gestione unitaria delle infrastrutture e dei servizi delle aree ecologicamente attrezzate da parte di soggetti pubblici o privati.»
Alcuni enti locali italiani hanno già emanato leggi e regolamenti in materia di APEA:
- Regione Toscana;
- Regione Emilia-Romagna;
- Regione Marche;
- Regione Piemonte;
- Regione Abruzzo;
- Regione Calabria;
- Regione Liguria;
- Regione Puglia;
- Regione Lazio.

## Gestore unico
Altra fondamentale innovazione introdotta dal decreto Bassanini è la figura del soggetto gestore unico di queste aree. Il legislatore aveva infatti compreso che per riuscire a progettare, realizzare e gestire un'area produttiva in grado di ridurre il suo impatto ambientale e sociale è necessaria la presenza di un soggetto unico cui sia affidato il solo compito di raggiungere questi due obiettivi, ritenuti ormai indispensabili per ottenere veramente uno sviluppo economico sostenibile.
Nella Regione Toscana si parla da tempo anche di "APSEA", cioè un'area produttiva che è attrezzata non solo ecologicamente ma anche socialmente. Un'area produttiva dove sono quindi presenti dei servizi di tipo sociale, ad esempio quelli centralizzati (come la “Lavanderia a domicilio" sul posto di lavoro) proposti nell'area produttiva denominata 1º macrolotto industriale di Prato dal locale soggetto gestore unico.